# Historia de la tuberculosis
La tuberculosis es una enfermedad infecciosa causada por micobacterias, el complejo del Mycobacterium tuberculosis con gran variedad de cuadros clínicos dependiendo del órgano al que afecte. 

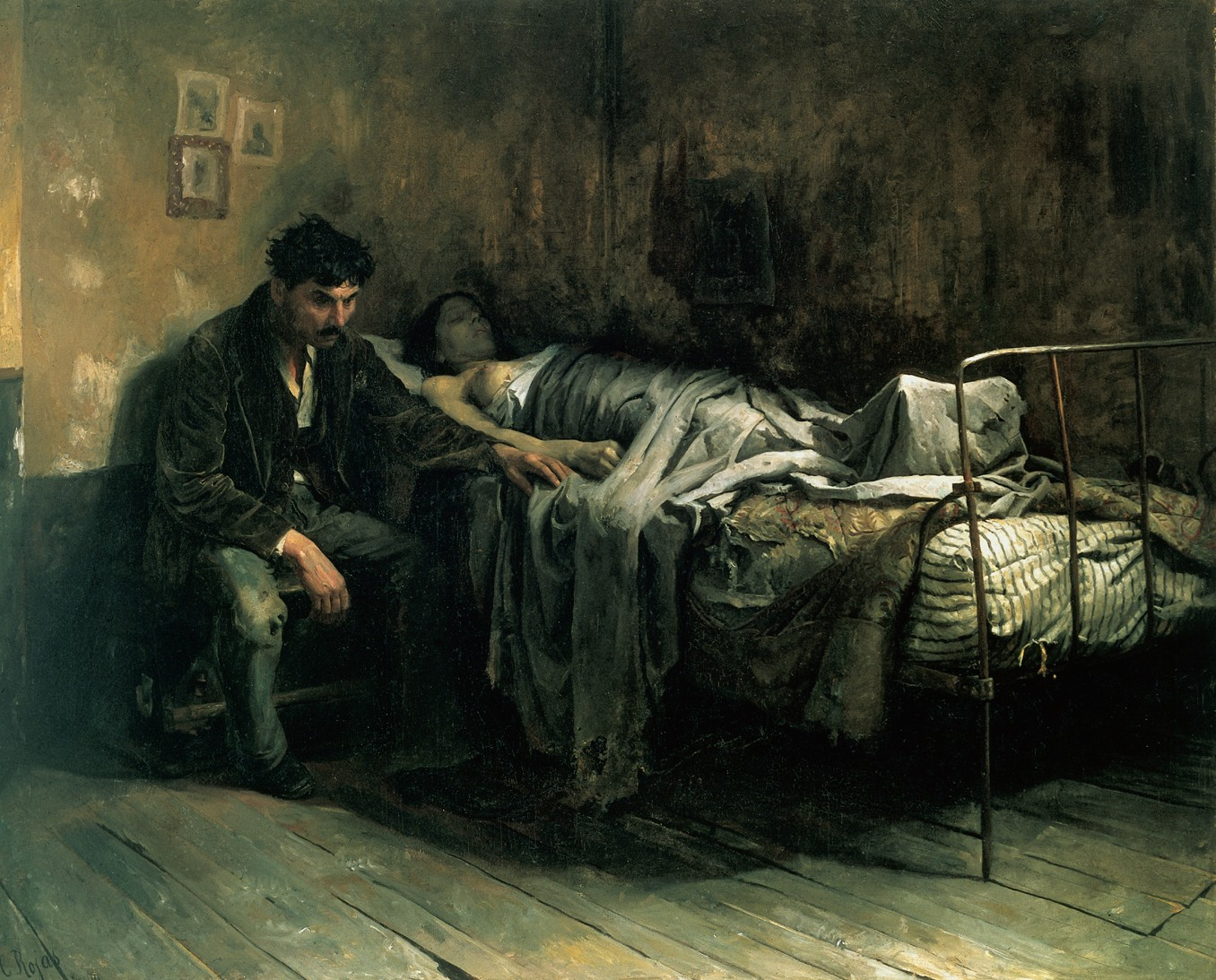
La Miseria, de Cristóbal Rojas (1886). El autor, aquejado de tuberculosis, refleja el aspecto social de la enfermedad, y su relación con las condiciones de vida durante los últimos años del.

Como consunción, tisis, mal del rey, peste blanca o plaga blanca se ha conocido a la tuberculosis a través de la historia. La mentalidad etiopatogénica incluyó en el mismo concepto otras enfermedades causadas por el mismo microorganismo y que, durante la historia, recibieron nombres propios que aún hoy se utilizan, como el mal de Pott, la tabes mesentérica o la escrófula.
Es considerada una de las primeras enfermedades humanas de las que se tiene constancia. Aunque se estima una antigüedad entre 10 000 y 15 000 años, se acepta que el microorganismo que la origina evolucionó de otros microorganismos más primitivos dentro del propio género Mycobacterium. Se cree que en algún momento de la evolución, alguna especie de micobacterias saltó la barrera biológica por presión selectiva, y pasó a tener un reservorio en animales. Esto, posiblemente, dio lugar a un primer espécimen del Mycobacterium bovis, que es la aceptada por la mayoría como la más antigua de las especies que integran el denominado complejo Mycobacterium tuberculosis (que incluye M. tuberculosis —o bacilo de Koch, en honor a su descubridor—, M. bovis, M. africanum y M. microti). El paso siguiente sería el paso del M. bovis a la especie humana, coincidiendo con la domesticación de los animales por parte del hombre. Se han constatado indicios de su presencia en huesos humanos datados en el Neolítico. 
 No es posible conocer con exactitud su magnitud (incidencia y prevalencia) con anterioridad al siglo XIX. Se estima, no obstante, que el período de mayor extensión (por porcentaje de población afectada) transcurrió entre los últimos años del siglo XVIII y los últimos del XIX.
Las denominaciones que recibe en las diferentes culturas: sosha (india), phythysis (griega), consumptione (latina) o chaky oncay (inca) hacen en todos los casos referencia a "secar" o "consumir", debido al aspecto debilitado y caquéctico de los afectados. 
 Su alta tasa de mortalidad entre adultos de mediana edad y el surgimiento del romanticismo, como movimiento filosófico y cultural que primaba el sentimiento sobre la razón, se aliaron para idealizar a esta enfermedad como "la enfermedad de los artistas".

## Los distintos nombres que recibe

### Tisis
El término tisis/consunción aparece por primera vez en la literatura griega, alrededor del 460 a. C. Hipócrates (siglo V a. C.-siglo IV a. C.) identifica la tisis como la causa más frecuente de enfermedad de su tiempo. La describió entre la población de 18 a 35 años y casi siempre fatal, llegando incluso a prevenir a los médicos de visitar a pacientes con tisis para salvaguardar su reputación. Aunque Aristóteles (384-322 a. C.) opinaba que la enfermedad era contagiosa, muchos autores griegos la creían hereditaria. Galeno, el más eminente médico griego después de Hipócrates, define la tisis como una ulceración de los pulmones, tórax o garganta, acompañada por tos, fiebre, y consunción del cuerpo por el pus.

### Peste blanca
La epidemia de tuberculosis en Europa, probablemente iniciada a comienzos del siglo XVII y que continuó durante 200 años, fue conocida como la Gran Peste Blanca. La muerte por tuberculosis era considerada inevitable, siendo en 1650 la principal causa de muerte. La alta densidad de población así como las pobres condiciones sanitarias que caracterizaban a las ciudades europeas y norteamericanas, eran el ambiente ideal para la propagación de la enfermedad.

## La tuberculosis en las sociedades primitivas
Una de las hipótesis más extendidas sobre el surgimiento del género Mycobacterium es la ofrecida por Mirko Grmeck en 1983. Según su modelo, el antepasado común denominado Mycobacterium archaicum, germen libre, habría dado origen a los modernos Mycobacterium (incluidas las especies saprofitas). Durante el Neolítico, y en relación con la domesticación de bóvidos salvajes en Europa, se habría producido la mutación a M. tuberculosis. Según esta teoría se trataría de una especie joven, aunque bastante anterior a la aparición de la otra gran patógena del grupo: M. leprae (causante de la lepra), a partir probablemente de un parásito de los roedores (la prueba de que M. bovis es el antecesor común es que posee una sola copia del trasposoma IS6110, elemento anterior a la diferenciación de estas dos especies). Esta teoría se completa con la propuesta de que la epidemia de lepra en la Europa medieval iría decayendo espontáneamente por un mecanismo de competición inmunológica entre ambas especies (M. tuberculosis iría "ocupando" progresivamente el nicho inmunológico de M. leprae).
Las primeras evidencias de la enfermedad en humanos se han encontrado en restos óseos del Neolítico, en un cementerio próximo a Heidelberg, supuestamente pertenecientes a un adulto joven, y datados en torno a 5000 años antes de nuestra era. Algún autor atribuye a la tuberculosis el título de ser la primera enfermedad conocida de la humanidad.

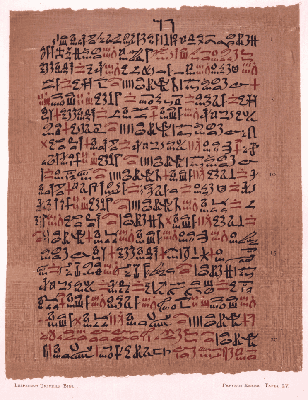
Papiro Ebers.

También se han encontrado datos sugestivos sobre la tuberculosis en momias egipcias datadas entre los años 3000 y 2400 a. C.
El caso más evidente y que ofrece menos dudas es el de la momia de Nesperehân, sacerdote de Amón, descubierta por Grebart en 1881, que presenta una angulación característica de las últimas vértebras dorsales y primeras lumbares, provocada por la destrucción del cuerpo vertebral, así como un absceso en el músculo psoas, combinación muy sugestiva de tuberculosis. Existen notificaciones de hallazgos similares en otras momias como la de Philoc (otro sacerdote de Amón), o las halladas en el cementerio de Tebas, del primer siglo antes de nuestra era. 
Parece bastante probable la hipótesis de que el mismo Amenophis IV y su esposa Nefertiti murieran de esta enfermedad, e incluso se apunta a la existencia de un hospital para tuberculosos en el Egipto del año 1000 a. C. (auténtico precursor de los sanatorios del siglo XIX).
En el papiro Ebers, importante documento médico egipcio datado en el año 1550 a. C., se describe una consunción pulmonar asociada a adenopatías cervicales que muy bien podría ser la primera descripción del cuadro clínico de la tuberculosis pulmonar.
Algunas referencias del Antiguo Testamento hacen mención a una enfermedad consuntiva que habría afectado al pueblo judío durante su estancia en Egipto, una zona de alta prevalencia de la enfermedad, y su viaje rumbo a la "Tierra Prometida" (Canaán).

## Oriente

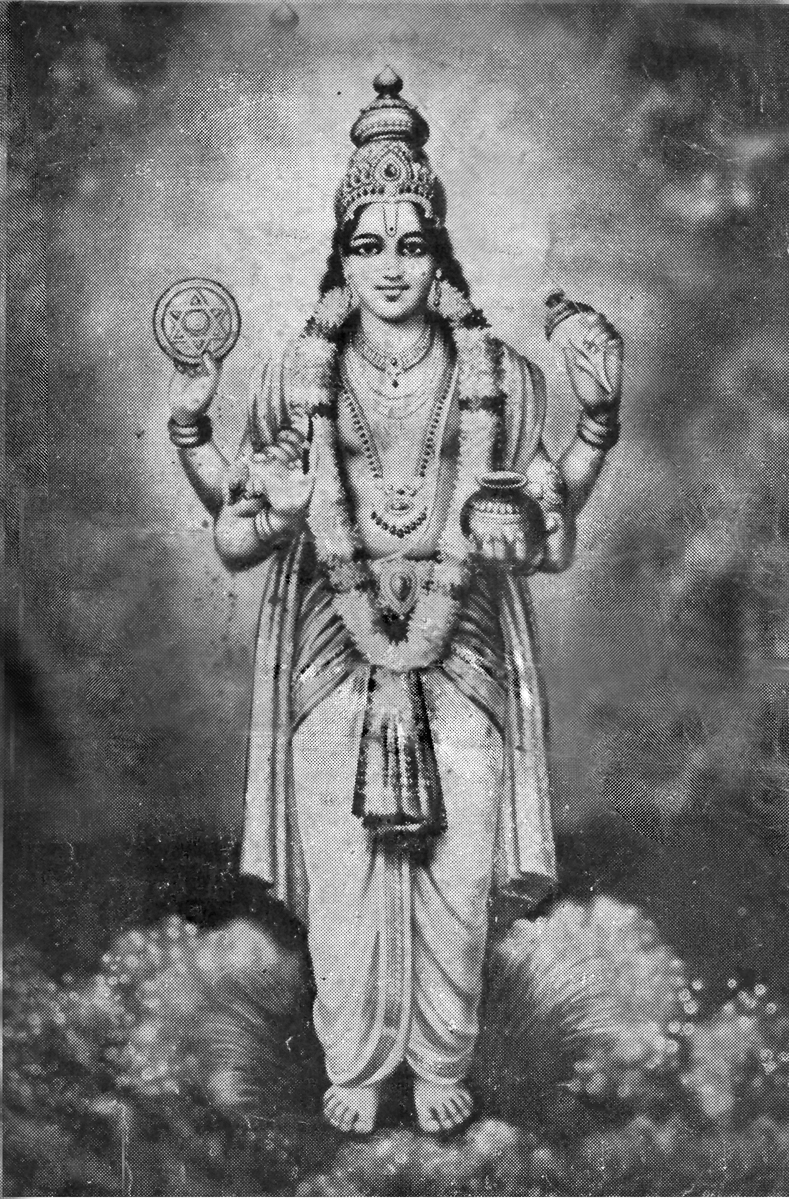
Dios hindú Dwanandhari, inspirador del Ayurveda.

Las primeras referencias de esta enfermedad en las civilizaciones asiáticas las encontramos en los Vedas. En el más antiguo (el Rig-Veda, 1500 a. C.) a la tuberculosis se la denomina Yaksma. En el Athawa-Veda aparece con otro nombre: Balasa, y aparece por primera vez una descripción escrita de la escrófula (variante de la tuberculosis en la que los ganglios linfáticos cargados del Mycobacterium pueden ulcerarse, dando lugar a unas lesiones características). Los hindúes recomendaban como tratamiento para este mal la leche de mujer, algunas carnes y vegetales y reposo físico, aunque reconocían la dificultad que suponía su curación. Era achacada a la fatiga excesiva, e incluso a la lectura de determinados libros sagrados. 
En el Ayurveda, datado en el año 800 a. C., se incluye el manual de medicina conocido como Susruta Samhita. Susruta es el supuesto autor (aunque no se conoce nada de este individuo o colectivo) y la datación de esta compilación es confusa, oscilando según los autores entre el 800 a. C. y el 400 d. C. En este tratado se describen algunos tratamientos, principalmente quirúrgicos, pero también alguna recomendación para tratar la "fiebre lenta consumidora", como un ungüento derivado del pino, de propiedades balsámicas, así como los climas de territorios elevados y los paseos a caballo. Esta es, por lo tanto, la primera referencia al tratamiento por el clima de la tuberculosis. También se recoge en este tratado una afirmación que adelanta los métodos diagnósticos de la percusión-auscultación: "...para conocer las enfermedades del pulmón se debe escuchar atentamente con el oído los rumores de la respiración y las alteraciones de la voz...".
En las Leyes de Manu (1100 a. C.) se declara impuros a los enfermos de tisis y se prohíbe a los brahmanes contraer matrimonio con cualquier mujer que tenga en su familia algún enfermo con este mal.
El texto médico del emperador chino Shennong (2700 a. C.) menciona esta enfermedad, detallando los abundantes remedios aconsejados para su tratamiento. Un familiar suyo, el Emperador Amarillo, Huang Di, es autor del Nei Ching, otro texto médico clásico chino, en el que se describen algunas patologías pulmonares que apuntan en su origen a la tuberculosis. Aparecen referencias a la tos persistente, la hemoptisis, las adenopatías cervicales, o las deformidades óseas.

## La antigüedad clásica

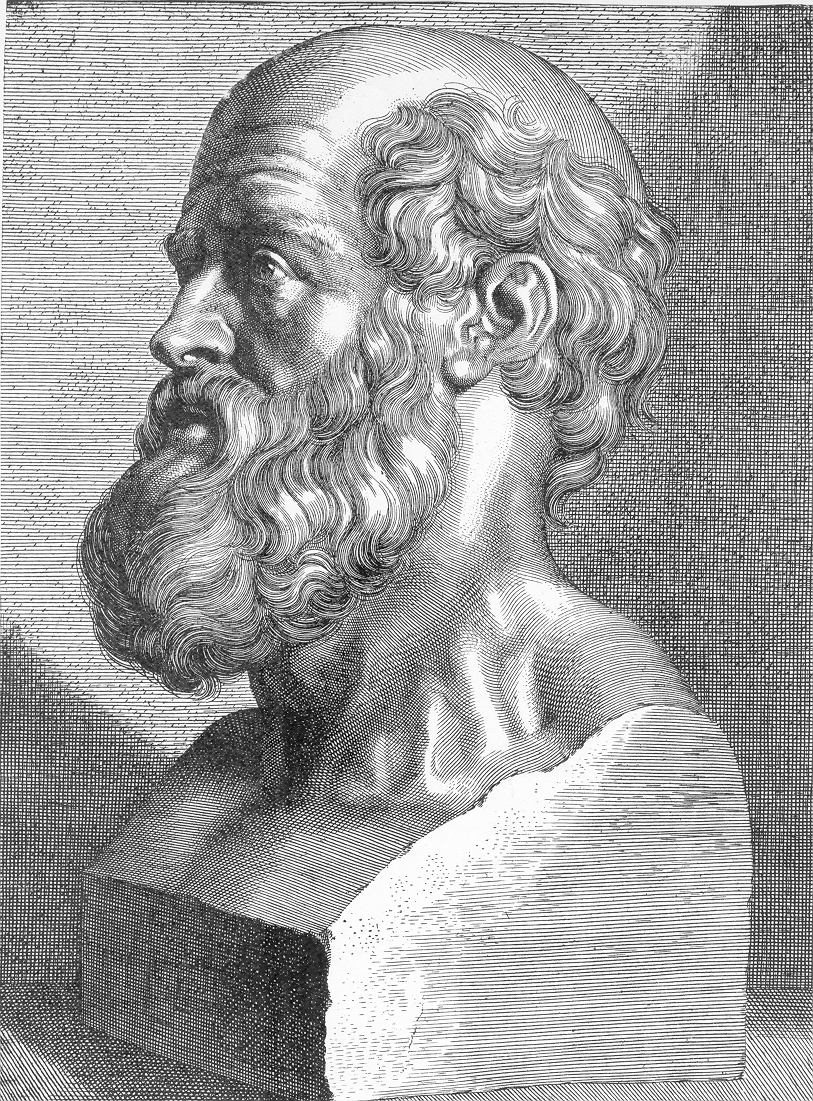
Hipócrates, uno de los padres de la medicina moderna.

El primer texto clásico en mencionar la enfermedad es de Heródoto. Este autor relata en el libro VII de su Historiae como uno de los generales de Jerjes abandona la campaña contra Grecia debido al agravamiento de su tisis.
Hipócrates de Cos describe un cuadro clínico en el libro I de su "Tratado sobre las enfermedades" que denomina "tisis", caracterizado por la supuración pulmonar y su posterior ulceración. La mayor parte de los casos a los que se atribuye esta enfermedad se corresponden con diferentes tipos de tuberculosis (pulmonar localizada, miliar...), aunque bajo esa etiqueta también incluye otras patologías de síntomas parecidos (tumores pulmonares, empiemas, abscesos de origen no tuberculoso...). Observa una relación estadística entre padres e hijos con la enfermedad, por lo que le atribuye un patrón hereditario. Propone una teoría etiológica sobre la base de un exceso de flema en los pulmones procedente del cerebro. Esta flema se "corrompería" y formaría tumores (abscesos tuberculosos). Dice este autor de esta enfermedad que

...un tísico viene de otro tísico y prende más fácilmente en ciertos temperamentos, como pituitosos, flemáticos e imberbes rubios de ojos brillantes, carnes blandas y omóplatos sobresalientes.

Hipócrates.

Curiosamente será una figura pública, pero con una menor proyección como clínico (Aristóteles) quien proponga por primera vez la posibilidad de contagio a través de la respiración.
Lucrecio (98 a. C.-55 a. C.), en su «De la naturaleza de las cosas» propone un axioma cuya popularidad se extendería hasta el renacimiento: La tisis es difícil de diagnosticar y fácil de tratar en sus primeras fases, mientras que resulta fácil de diagnosticar y difícil de tratar en su etapa final. Maquiavelo repetirá estas mismas palabras casi dieciséis siglos más tarde. Algunas décadas más tarde Plinio el Joven redacta un tratado sobre el tratamiento de la tos y la hemoptisis, recomendando largos viajes por mar, un clima seco y buena dieta como tratamiento. También Celso se interesa por la enfermedad y describe tres formas de consunción: atrofia, caquexia y tisis.
Galeno de Pérgamo la clasifica dentro de las enfermedades transmisibles como la peste o la sarna, y sus propuestas terapéuticas se mantendrán durante muchos siglos: reposo, antitusígenos (opio), gárgaras de ácido tánico mezclado con miel como astringente para la hemoptisis, y dieta.
Marco Vitrubio, durante el gobierno de Augusto (61 a. C.-14 d. C.), aconseja sobre la localización más adecuada de las casas para prevenir la aparición de enfermedades y mejorar la de los enfermos de tisis.
Algún autor ha propuesto la posibilidad de que Jesucristo hubiera padecido tuberculosis, en una época de máxima prevalencia de la enfermedad entre el pueblo judío.
Pero el fragmento más interesante y adelantado a su época lo encontramos en la obra del médico romano Areteo de Capadocia (120-200 d. C.): Sobre las causas y los síntomas de las enfermedades. En el primer volumen de este texto se describen con asombroso rigor los principales síntomas de la enfermedad: la febrícula vespertina, la diaforesis o exceso de sudoración, el síndrome general (astenia, anorexia, adelgazamiento) o las características de la expectoración. En otra obra suya "De la curación de las enfermedades crónicas" describe algunas propuestas terapéuticas similares a las de Plinio, a las que añade la ingesta abundante de leche. A su escuela ecléctica perteneció también Rufo de Éfeso, quien en su obra el Artis Medicae Príncipes (capítulo VIII:26)  describe la fase final de un enfermo de tuberculosis hasta su muerte.

## América precolombina
En América del Sur, las primeras evidencias de la enfermedad se remontan a la cultura Paracas, entre los años 750 a. C. y 100 d. C., aunque el hallazgo más notable pertenece a la momia de un niño inca del año 900 d. C., en el que han podido aislarse muestras del bacilo. Varios estudios sobre esqueletos de Sonoma (California), Nazca (Perú) y Chávez Pass (Arizona) confirman la extensión y abundante difusión de la enfermedad por todo el continente. Algunos autores aún se mantienen en la duda de si la tuberculosis fue introducida por primera vez en América por los conquistadores, pero la opinión general es que ya existía antes una forma del Mycobacterium (aunque posiblemente una variante menos virulenta).

## Europa: Edad Media y Renacimiento

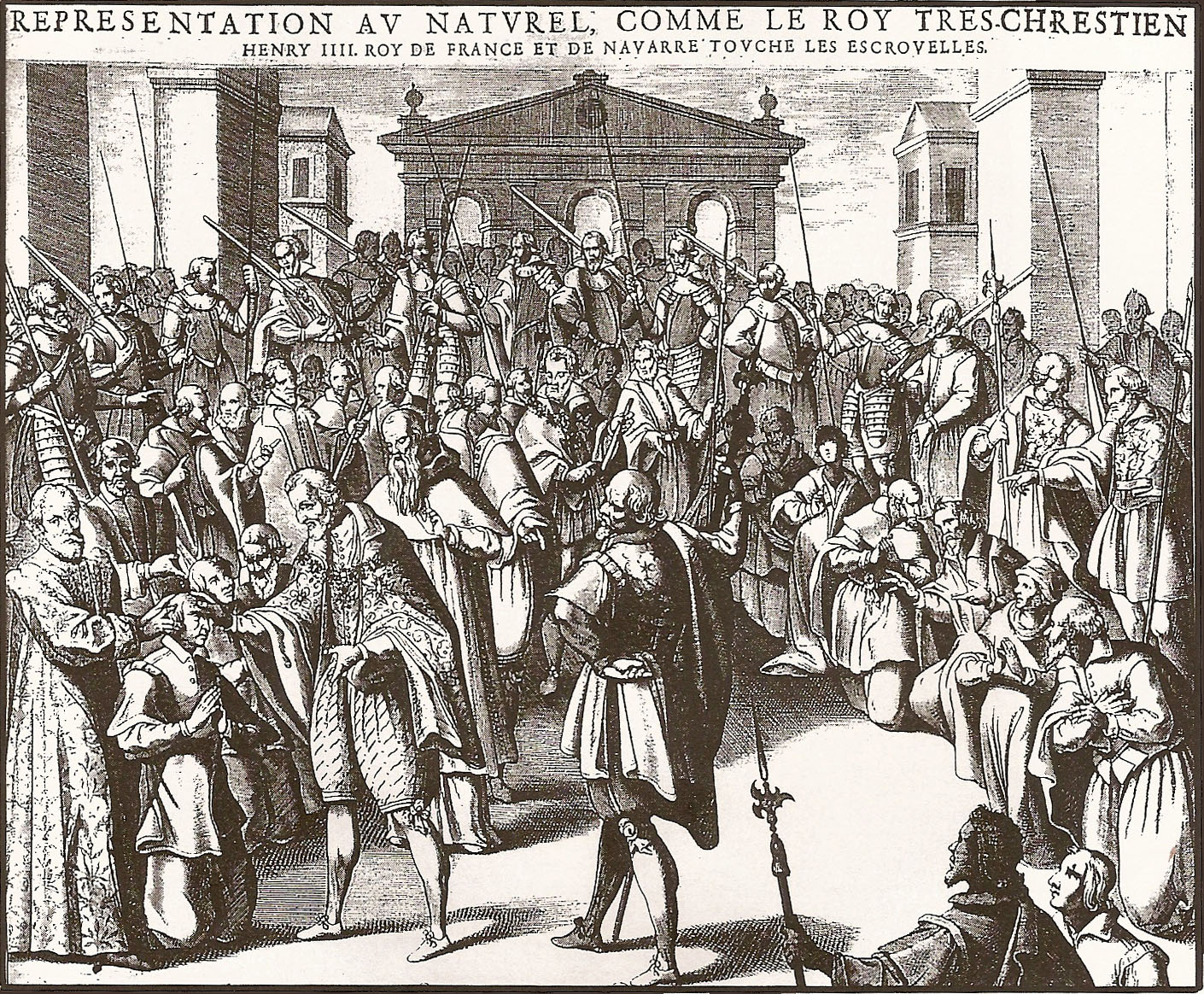
Enrique IV de Francia tocando a numerosos enfermos durante la ceremonia del "Toque Real". La leyenda del grabado original reza: Des mirabili strumas sanandi vi solis Galliae regibus christianissimis divinitus concessa liber unus.

Durante la Edad Media no se produjo ningún avance en el conocimiento de la tuberculosis. La medicina persa (Rhazes, Avicena) seguía considerándola una enfermedad generalizada, contagiosa y de difícil tratamiento. Al médico hispano Maimónides se atribuye la primera descripción de esta enfermedad en animales. Arnau de Vilanova describe una teoría etiopatogénica que entronca directamente con Hipócrates, consistente en la presencia de un humor frío que cae gota a gota desde la cabeza a los pulmones.
En la recopilación de aforismos en versos leoninos del siglo XIII conocido como Flos medicinae (o Flos sanitatis, atribuido también a Arnau de Vilanova) se sigue proponiendo la leche en sus diferentes modalidades como tratamiento para la consunción:

Lac, sal miel iunge; bibat contra consumptus abunde.

Lac nutrit, sal traducit, lac melli lisquecit.

Lac si caprinum, melius tamen est asinimum.

Dentro de la concepción teocentrista propia de este periodo se van introduciendo terapias alternativas de carácter sobrenatural. A partir de los siglos VII y VIII, con la extensión del cristianismo se incorporan a las ceremonias de coronación los ritos de unción real, que otorgan un carácter sagrado a la monarquía. A estos reyes ungidos se les atribuyen propiedades mágico-curativas. La más popular es el "Toque del Rey": Felipe el Hermoso, Roberto II el Piadoso, San Luis de Francia o Enrique IV de Francia tocaban las úlceras (escrófulas) de los enfermos pronunciando las palabras rituales "El rey te toca, Dios te cura" (Le Roy te touche, et Dieu te guérit). Los reyes franceses solían peregrinar a Soissons para celebrar la ceremonia y se cuenta que Felipe de Valois (1328-1350) llegó a tocar a 1500 personas en un día.
Enrique IV se prodigó especialmente en este tipo de ceremonias, aunque, bien por suerte, o porque murió asesinado, no existe constancia de que contrajera la enfermedad. La popularización de este tipo de ritos sanadores acabó por rebautizar a la escrófula-tuberculosis como "mal du roi" en Francia, o "King´s Evil" en Inglaterra. Santa Águeda es la protectora de los "enfermos del pecho" y a ella se encomiendan los tísicos, cuando no pueden acudir al rey.
Girolamo Fracastoro (1478-1553) comete el error de identificar tisis y viruela, pero adelanta por primera vez una versión rudimentaria de la teoría microbiana (seminaria contagiorum). Paracelso (1493 -1541) adopta y propone una actitud  indiferente hacia la tisis por ser una enfermedad incurable.

## SiglosXVIIyXVIII
Hay que destacar en este período la figura del anatomista Franciscus Sylvius (Silvio) (1614-1672), quien comenzó a encontrar asociaciones entre las diferentes formas de tuberculosis (pulmonar, ganglionar). Es el primero en describir el tubérculo con su proceso de reblandecimiento y afirma que "la tisis es la escrófula del pulmón". Thomas Willis (1621-1675) (el anatomista que describió por primera vez el polígono vascular cerebral que lleva su nombre) realiza un exhaustivo trabajo de autopsia sobre pacientes fallecidos por tuberculosis y concluye que no se puede hablar de tisis si no existe ulceración pulmonar. Richard Morton (1637-1698) es el autor de Phthisiologia, la primera obra monográfica sobre la enfermedad. Este tratado está dividido en tres secciones y resume de manera exhaustiva los conocimientos sobre la tisis hasta el momento. En 1803 el anatomopatólogo Aloys Rudolph Vetter hace una relación de los tres tipos de enfermedad tuberculosa: la inflamatoria (que ulcera y forma cavernas pulmonares), la tabes pulmonis (que forma tubérculos con un tipo especial de pus similar al queso) y la tisis (que afectaría a los ganglios, equivalente a la escrófula).
Los estudios de Giovanni Battista Morgagni (1682-1771) y Pierre Joseph Desault (1675-1737) apuntan al esputo del paciente con tuberculosis pulmonar como principal agente infeccioso, teoría que caerá en el olvido hasta bastante tiempo después (Morgagni no obstante, llega a prohibir a sus alumnos la disección de cadáveres de tísicos, y convence en 1745 al Magistrado de Sanidad de Florencia de que publique un bando prohibiendo la exportación de elementos pertenecientes a tísicos, no habiendo sido sometidas a las expurgaciones). Benjamín Marten incluso publica en 1719 una obra menor titulada A New Theory of Consumptions more specially of a Phthisis or Consumption of the Lungs, en la que propone la novedosa (y correcta) teoría de que la causa de la tuberculosis son algún tipo de Animacula o seres vivos minúsculos capaces de sobrevivir en nuestro cuerpo (similares a los descritos por Anton van Leeuwenhoek en 1695). Por supuesto esta teoría es rápidamente rechazada por absurda. Faltan 172 años para que Robert Koch demuestre esto inequívocamente.
Mientras tanto, el siglo XVIII va aportando algunas luces a la enfermedad: en 1770 el británico John Fothergill describe la meningitis tuberculosa y Sir Percivall Pott, cirujano inglés, describe la lesión vertebral que lleva su nombre. Leopold Auenbrugger, médico austríaco desarrolla en 1761 la percusión como método diagnóstico, método redescubierto algunos años después (1797) por Jean Nicolas, Baron de Corvisart des Marets y médico de Napoleón, en Francia.
William Stark (1741-1770) estructura y publica la primera teoría unicista (que atribuye las diferentes formas de tuberculosis al mismo proceso patogénico, siendo cada forma un estadio evolutivo diferente) tras su estudio del crecimiento y desarrollo de los tubérculos pulmonares. Esta tesis va cobrando fuerza y recibe apoyo de otros médicos notables de la época como Mathew Baillie (1761-1823). En 1839 Johann Lukas Schönlein, profesor de medicina en Zúrich, propone por primera vez el vocablo "tuberculosis" (por los tubérculos pulmonares asociados a la enfermedad conocida hasta entonces como tisis).
La incidencia de la TB va aumentando progresivamente durante la Edad Media y el Renacimiento, desplazando a la lepra, hasta alcanzar su máxima extensión bien entrado el siglo XVIII y hasta finales del XIX, en el contexto de los desplazamientos masivos de campesinos hacia las ciudades en busca de trabajo.  La Revolución industrial supone al mismo tiempo un problema (hacinamiento, pobreza, jornadas de trabajo interminables, viviendas en condiciones de humedad y ventilación muy propicias a la propagación de gérmenes) y una solución: es el momento del despegue de la medicina científica.

## ElsigloXIX

### La enfermedad romántica

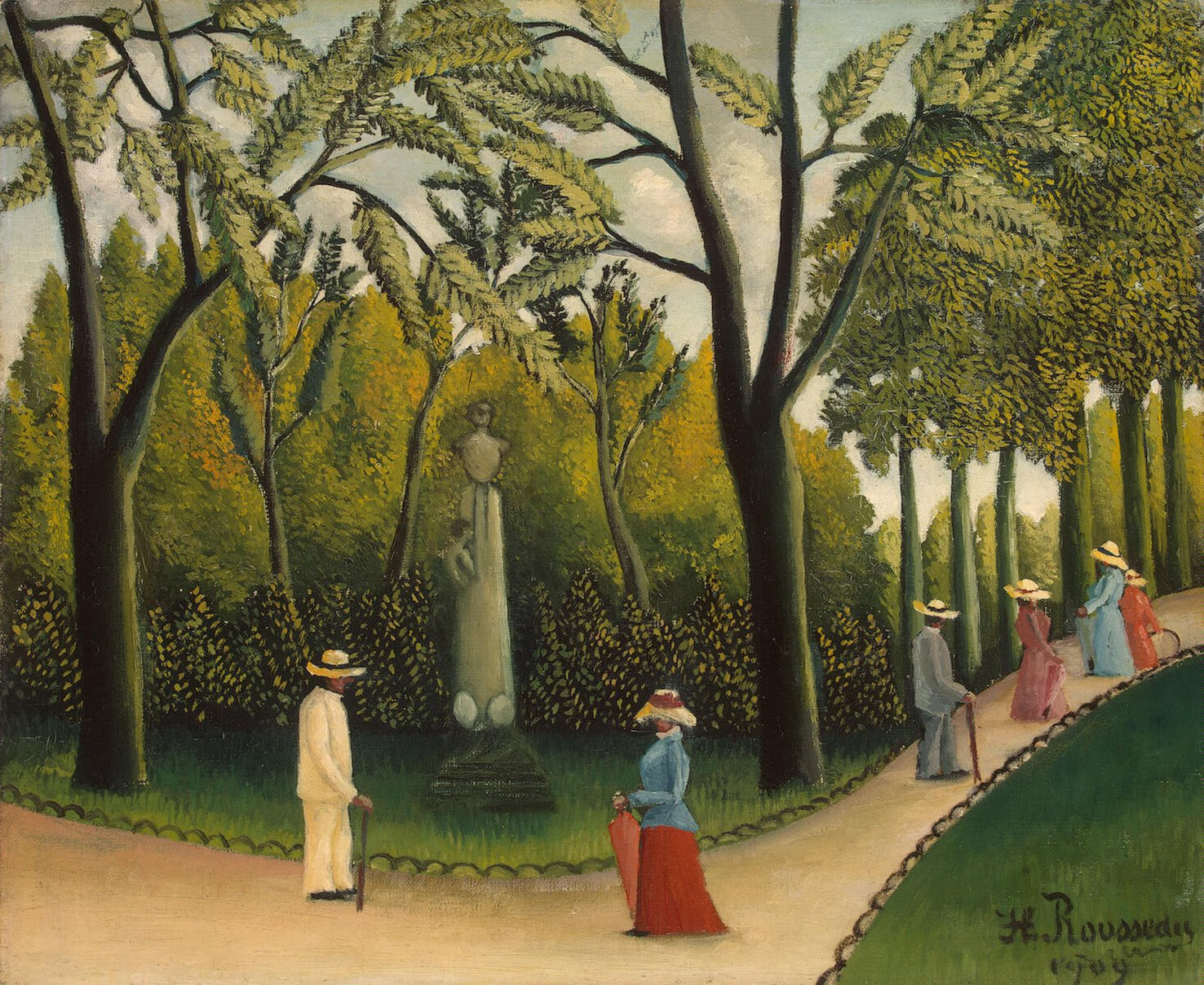
Monumento a Chopin en el Jardín del Luxemburgo, París, por Henri Rousseau. Ambos (Chopin y Rousseau) fallecieron de tuberculosis.

La tuberculosis fue bautizada durante este periodo como la peste blanca, "mal de vivir" o "mal du siècle". El ideal de belleza romántica lleva a muchas mujeres del siglo XIX a seguir estrictas dietas de vinagre y agua, con objeto de provocarse anemias hemolíticas que empalidezcan su semblante.
Se mitifica la enfermedad e incluso se propaga la creencia de que su padecimiento provoca "raptos" de creatividad o euforia denominados "Spes phtisica", más intensos a medida que la enfermedad avanza, hasta el punto de producirse una fase final de creatividad y belleza supremas justo antes de la muerte.
El romanticismo, surgido en parte del desencanto con la nueva sociedad burguesa que no ha cumplido las promesas de la Revolución francesa, propone un refugio interior y abandera una actitud de indiferencia hacia el mundo terrenal. El aspecto etéreo, pálido, casi fantasmal del enfermo de tuberculosis representa a la perfección esa renuncia de lo mundano. Por otra parte muchos jóvenes de buena posición coinciden en las casas de curación, adelantando una forma de vida ociosa y elitista que favorece en ocasiones el impulso creativo y que aleja a los artistas aún más de toda responsabilidad familiar o social, en una demostración literal de esa fuga mundi.
En ese proceso "existencialista" de enfermar se gesta el modelo moderno de enfermedad: el del individuo y el de su rol social como enfermo, definido por su lugar en el entramado cultural. La tuberculosis se marginaliza a medida que se evidencia su carácter contagioso y anticipa el fenómeno que a mayor escala se producirá un siglo después con el sida.
| "Chopin tose con una gracia infinita". — (George Sand) |

### Los avances científicos

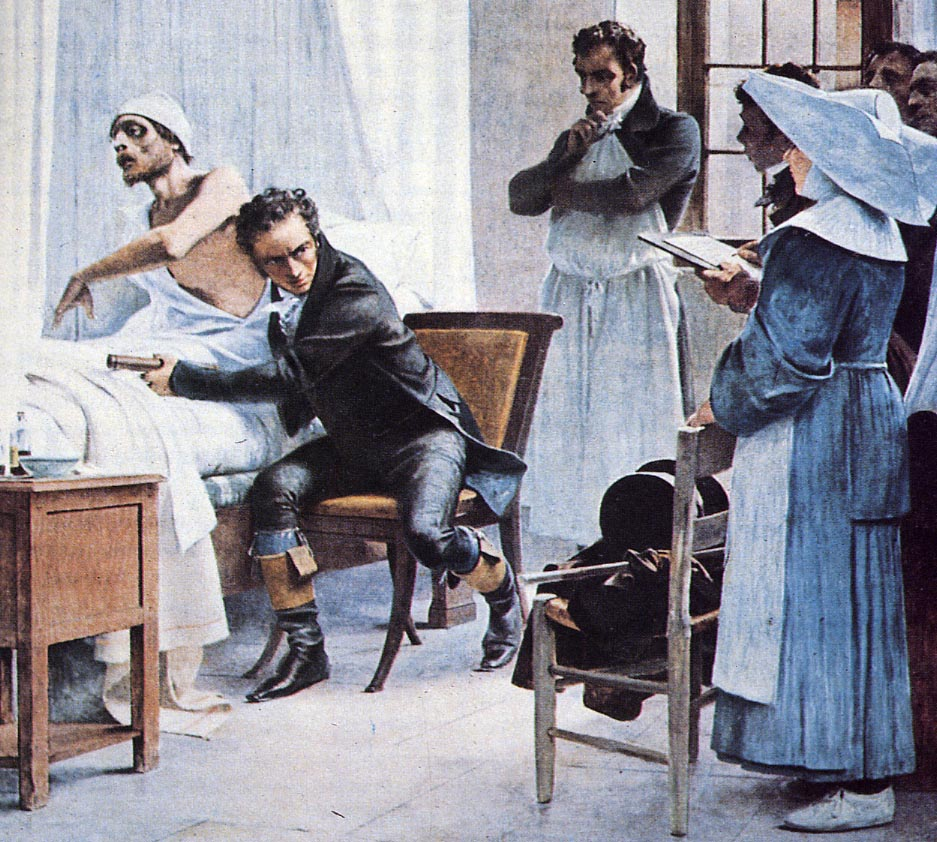
Laennëc auscultando a uno de sus pacientes en el Hospital Necker, por Théobald Chartran.

Al margen de los movimientos culturales, los avances científicos marcan la diferencia. Hay que esperar a los últimos años del siglo, pero los avances se suceden de manera explosiva en apenas dos o tres lustros. En 1866, Jean Antoine Villemin demuestra que la enfermedad puede contagiarse, tras inocular material purulento de humanos infectados a conejos de laboratorio; poco después, en 1882, se descubre el agente infeccioso que la provoca. Comienzan a proliferar los sanatorios para tuberculosos, mejorando su pronóstico y comenzando a cortar la cadena de transmisión (Boehmer y Dettweiller fundan los primeros sanatorios en Alemania). En 1895 Wilhelm Röntgen descubre los rayos X, lo que permite diagnosticar y seguir la evolución de la enfermedad, y aunque faltan casi cincuenta años para el hallazgo de un tratamiento farmacológico eficaz, la incidencia y mortalidad comienzan a caer.
Una de las figuras médicas más importantes de este siglo dedicadas al estudio de la tisiología es René Théophile Hyacinthe Laënnec, que moriría de tuberculosis a los cuarenta y cinco años, contraída en el contexto de sus estudios con pacientes y cadáveres infectados; diseñó el estetoscopio y se afanó por corroborar que sus hallazgos auscultatorios se correspondían con lesiones pulmonares realizando observaciones comparativas entre los hallazgos en vida y la disección posterior de los pacientes tras el fallecimiento (se le considera por ello precursor del método anátomo-clínico). Su obra más importante es el Tratado de Auscultación Mediata en la que recoge sus descubrimientos en relación con la utilidad diagnóstica de la auscultación pulmonar. En París se rebautizó con su nombre al principal hospital especializado en tuberculosis y enfermedades respiratorias (el antiguo Hospicio de Incurables). Su trabajo se completó con el de otro médico francés, Pierre Charles Alexandre Louis (1787-1872), quien tras basarse en 123 casos clínicos y varias autopsias corroboró la teoría de la unicidad y describió varias formas de tuberculosis extrapulmonar.
En 1810 Gaspard Laurent Bayle publica Recherches sur la Phthisie Pulmonaire, obra en la que clasifica a la tisis en seis tipos (tubercular, granular, con melanosis, ulcerosa, calculosa y cancerosa) después del detallado análisis de más de novecientos estudios anatomopatológicos.
Rudolf Virchow (1821-1902), considerado el padre de la patología, se opone en un principio a la teoría unicista, pero finalmente se rinde a la evidencia ofrecida por Koch en 1882. A partir de la publicación del trabajo de Robert Koch la comunidad científica se vuelca en la enfermedad: De Cerenville reseca la quinta costilla para colapsar una caverna apical en 1885 y Carlo Forlanini realiza por primera vez con éxito un neumotórax terapéutico en 1892. Flügge, en los últimos años del siglo XIX, señala que las gotitas de saliva podían ser responsables de la infecciosidad, al permanecer en el aire por cierto tiempo (a partir de sus trabajos se comienzan a denominar gotas de Flügge a las partículas de saliva emitidas por la boca o la nariz de 0,5 a 10 µm de diámetro, capaces por lo tanto, de permanecer hasta 30 minutos en suspensión y de propagar microorganismos al ser inhaladas por otros individuos).
No obstante, los tratamientos comunes para la TB a finales del siglo XIX siguen siendo variopintos y en general de escasa eficacia. Se preconiza la flebotomía (sangría) como método antiinflamatorio, y se usan eméticos o purgantes, así como las más variadas dietas. Comienzan a proliferar los sanatorios especializados, ubicados en regiones altas y soleadas, lo que supone por primera vez un obstáculo a la cadena de transmisión del microorganismo. Esto, junto con la mejora progresiva de las condiciones de vida, determina que los casos comiencen a disminuir, muchos años antes de que aparezcan los primeros fármacos eficaces.

## Robert Koch

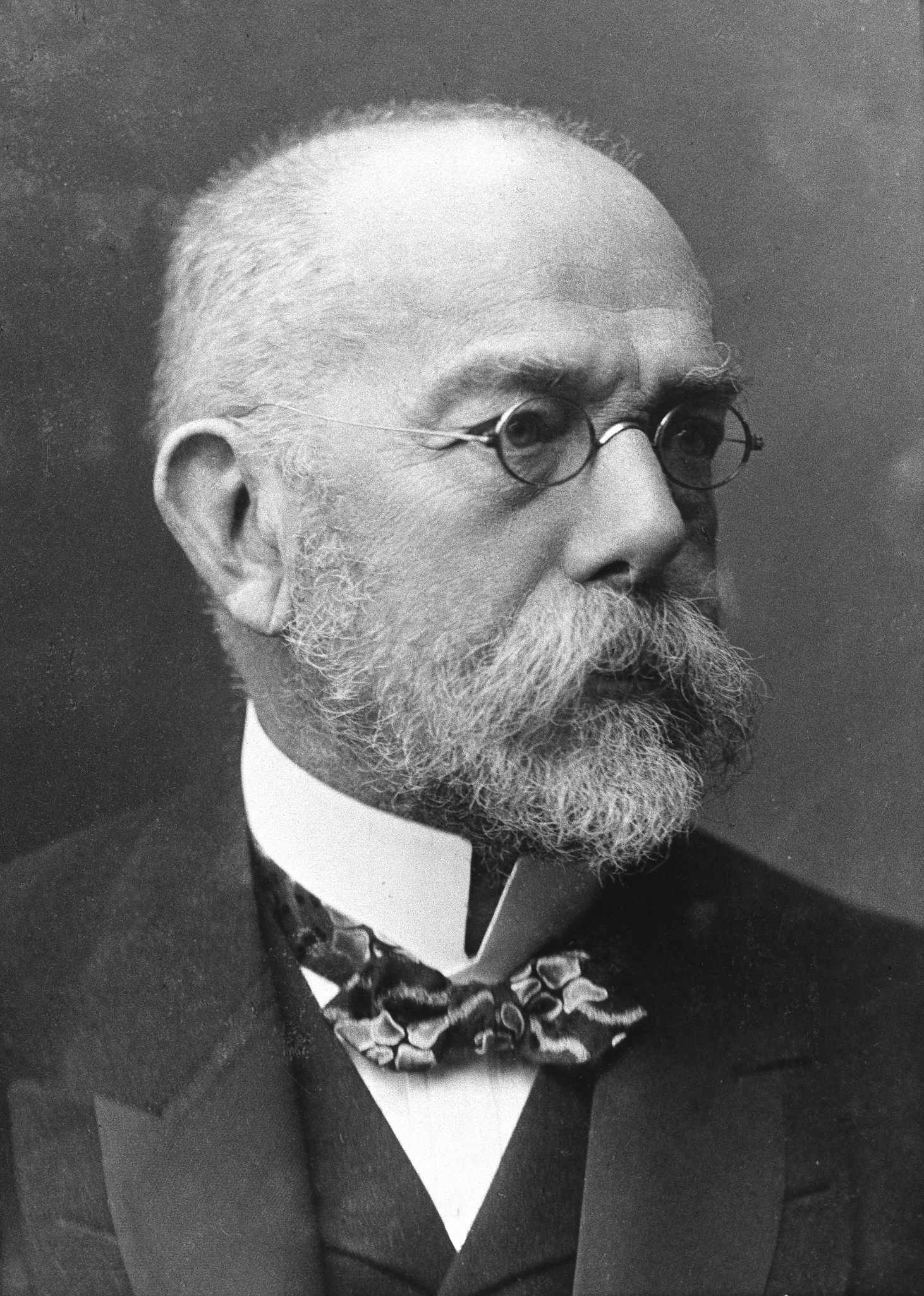
Si la importancia de una enfermedad para la humanidad se mide por el número de muertes que causa, la tuberculosis debe considerarse mucho más importante que las enfermedades infecciosas más temidas R. Koch, 1882.

Los experimentos de Villemin confirmando la contagiosidad de la enfermedad (tras inocular por vía subcutánea material purulento a conejos) obligan a la comunidad médica a plantearse el hecho de que la tuberculosis es una infección específica y que su agente etiológico es transmisible, lo que abre la veda para su captura. En 1882 un médico prusiano, Robert Koch, emplea un novedoso método de tinción y lo aplica a muestras de esputo procedentes de pacientes con tuberculosis, revelándose por primera vez el agente causante de la enfermedad: el Mycobacterium tuberculosis, o bacilo de Koch, en su honor. 
Cuando inicia su investigación Koch conoce los trabajos de Villemin y de otros continuadores de su experimento como Julius Cohnheim o Carl Salomosen. También tiene a su disposición las muestras del "Pabellón de Tísicos" del Hospital de la Charité de Berlín. Antes de enfrentarse al problema de la tuberculosis había trabajado con una enfermedad del ganado que en ocasiones se transmitía al hombre denominada carbunco, y de la que también descubriría el agente causal: el "Bacillus anthracis". De esta investigación saldría su fructífera amistad y colaboración permanente con Ferdinand Cohn, director del Instituto de Fisiología Vegetal. Comienza a desarrollar métodos de cultivo de muestras de tejidos, lo que le pone en el camino del descubrimiento que comenzaría con una observación en su laboratorio el 18 de agosto de 1881: Durante una tinción de material (procedente de tubérculos recién formados) con azul de metileno descubre unas estructuras de forma alargada, que no podía ver si no aplicaba ese colorante. Para mejorar el contraste decide añadir marrón de Bismarck, descubriendo que las estructuras se volvían así brillantes y transparentes. Y aún mejora la técnica empleando álcalis, hasta determinar su concentración idónea para la visualización de los bastones. Había dado con la combinación que permitía teñir la peculiar cubierta del bacilo tuberculoso: una mezcla de fucsina y anilina, cuyas propiedades básicas permitían visualizar al microorganismo.

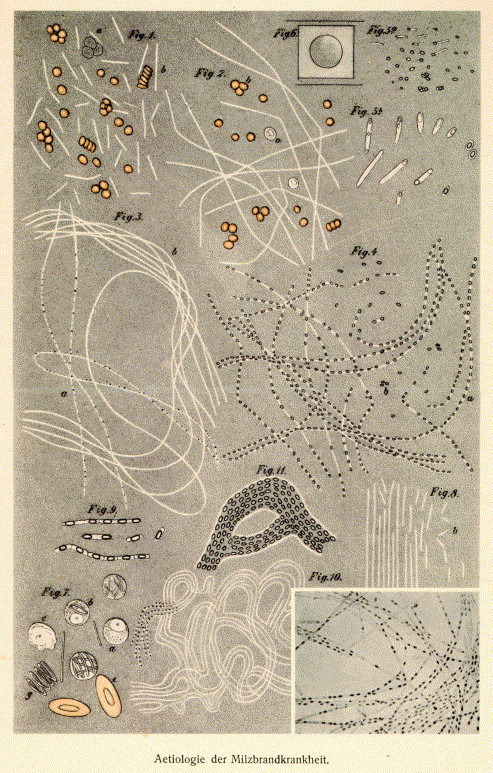
"De la etiología de la tuberculosis".R. Koch. Ilustración del original.

Tras varios intentos (no crece bien a temperatura ambiente) es capaz de incubarlo en suero sanguíneo coagulado: otra novedad, ya que la gelatina usada habitualmente para cultivos en esa época se licuaba a los 37 grados centígrados necesarios para su crecimiento. La prueba definitiva la obtiene inoculando cultivos puros de lo que él mismo ya denomina "bacilo tuberculoso" en conejos, y observando que todos ellos mueren con los mismos síntomas de la tuberculosis. Y de sus cadáveres puede obtener, de nuevo, cultivos del bacilo.
Finalmente hace públicos su resultados en la Sociedad Fisiológica de Berlín, el 24 de marzo de 1882, en una ponencia que titula Über Tuberculose. Desde entonces en esa fecha se celebra cada año el Día Mundial de la Tuberculosis.
Este proceso lo repite con otros microorganismos lo que le lleva a enunciar los postulados que también llevan su nombre, sobre enfermedades transmisibles: El agente debe estar presente en cada caso de la enfermedad en las condiciones apropiadas y ausente en las personas sanas. El agente no debe aparecer en otra enfermedad de manera fortuita o saprófita. El agente debe ser aislado del cuerpo en un cultivo puro a partir de las lesiones de la enfermedad. El agente debe provocar la enfermedad en un animal susceptible al ser inoculado. El agente debe ser aislado de nuevo de las lesiones producidas en los animales de experimentación.
El 10 de abril de 1882 presenta un artículo titulado Die Ätiologie der Milzbrandkrankheit (De la etiología de la Tuberculosis) en el que demuestra de manera exhaustiva que el Mycobacterium es el causante único de la TB en todas sus variantes. La trascendencia del descubrimiento es tal que The Times publica una carta de John Tyndall con un resumen del hallazgo y poco después (el 3 de mayo) se hacen eco el New York Times y el New York Tribune.
La comunidad científica se lanza a verificar los resultados: Theoblad Smith y E. L. Trudeau en Estados Unidos o  Paul Ehrlich, Franz Ziehl y Friedrich Neelsen en Alemania, estos últimos mejorando además el método de tinción que a partir de entonces se conocerá como Tinción de Ziehl Neelsen. En 1908] el mismo Koch desarrolla la tuberculina en colaboración con el veterinario Camille Guérin (1872-1961) un derivado proteico purificado estándar del bacilo (también denominado PPD) que creía útil como agente inmunizante, pero que Charles Mantoux depuraría posteriormente para administrar por vía intradérmica como método diagnóstico (su aplicación intradérmica, habitualmente del antebrazo, genera una respuesta inmunitaria diferente en el huésped si este ha estado en contacto previo con el bacilo tuberculoso que si no lo ha hecho).

De aquí en adelante no tendremos más frente a nosotros a una cosa vaga e indeterminada, estamos en presencia de un parásito visible y tangible. Se desarrolla en el hombre y con cegar las fuentes de donde viene la infección, y una de ellas es seguramente la expectoración, la lucha antituberculosa será un hecho. Über Tuberculose. Koch, R.. Final de la conferencia ante la Sociedad Fisiológica de Berlín, 1882.

## Las casas de curación
Los avances en el conocimiento de la tuberculosis (su agente causante, el mecanismo de transmisión, los primeros estudios epidemiológicos que demuestran su menor incidencia en determinados climas) van determinando la aparición de unas instituciones peculiares denominadas genéricamente sanatorios para tuberculosos, situadas en regiones climatológicas favorables a la curación de esta patología. Su objetivo es aislar a los pacientes rompiendo la cadena de transmisión de la enfermedad, y ofrecer un ambiente de clima, reposo y dieta (al estilo de las casas de balneoterapia) adecuados a estos pacientes.
Una de las primeras propuestas serias se encuentra en la obra de George Bodington: An essay on the treatment and cure of pulmonary consumption, on principles natural, rational and sucessful, de 1840. En ese trabajo propone un programa de dieta, reposo y cuidados médicos para el hospital fundado por él mismo en Maney (Sutton Coldfield, Birmingham, Gran Bretaña), pero ningún otro hospital o sanatorio se sumaría a sus teorías hasta casi quince años después.
Hermann Brehmer, médico de ideas liberales nacido en Kurtsch (Silesia) en 1826, estaba convencido de que el origen patogénico de la tuberculosis se encontraba en la dificultad del corazón para irrigar correctamente a los pulmones. De este modo postuló que las zonas elevadas con respecto al mar, donde la presión atmosférica favorecería la función cardíaca, mejorarían a estos enfermos. Con ayuda de Alexander von Humboldt y a pesar de la oposición inicial del gobierno prusiano, construye en 1854 el que es considerado el primer sanatorio antituberculoso en Görbersdorf, Silesia, a 650 metros sobre el nivel del mar.
Tres años después publica los resultados obtenidos en sus pacientes en el artículo Chronic Pulmonary Consumption and Tuberculosis of the Lung, dando inicio a la era sanatorial de la tuberculosis.
El propio Hermann Brehmer y un paciente suyo, Peter Dettweilwer, son los promotores, en el año 1877, de la proliferación de este tipo de asilos para tísicos, inicialmente en Alemania, pero pronto extendidas a toda Europa. Edward L. Trudeau, en 1884 funda el sanatorio Saranac Lake, el primero en Estados Unidos. Peter Dettweilwer funda en 1876 otro famoso sanatorio en Falkenstein y diez años después publica los resultados de su terapia, en los que confirma la curación completa de 132 pacientes de los 1022 que habían ingresado y permanecido más de un mes en su institución.
Su máxima extensión tuvo lugar en la segunda mitad del siglo XIX y en los inicios del siglo XX, dando nombre a una etapa de la Medicina moderna: la era del movimiento sanatorial.
Sir Robert Phillip crea en 1887 el primer dispensario antituberculoso del Reino Unido en Londres, y otro en Edimburgo en 1889. Este último, inicialmente un dispensario acabó ampliándose con un hospital para casos iniciales, otro para casos avanzados y, finalmente, una comunidad agrícola para convalecientes. A esta estructura se la conocería como "Esquema de Edimburgo". Albert Calmette (el descubridor, años más tarde, de la vacuna antituberculosa) abre el primer Dispensario francés en Lille, en 1902. 
En 1893 se funda, en Mar del Plata (Argentina), el primer sanatorio latinoamericano, aunque habitualmente se menciona como uno de los pioneros y más importantes al de Santa María, en las Sierras del Valle de Punilla de Córdoba (Argentina) (fundado por Fermín Rodríguez en 1910).
| Las Casas de Curación                                                            | Las Casas de Curación                                                      | Las Casas de Curación                                                     |
| -------------------------------------------------------------------------------- | -------------------------------------------------------------------------- | ------------------------------------------------------------------------- |
|                                                                                  |                                                                            |                                                                           |
| Sanatorio Glenciff para tuberculosos, (Nuevo Hampshire), en una postal de 1909). | Sanatorio para tuberculosos de Görbersdorf, el primero de una larga serie. | Sanatorio para tuberculosos en Ruppertshain, cerca de Fráncfort del Meno. |

## ElsigloXX

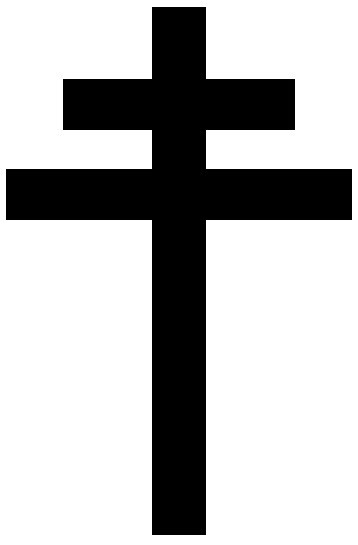
Cruz de Lorena, símbolo internacional de la lucha contra la tuberculosis.

El siglo XX comienza con un interés renovado por la enfermedad, a la luz de los nuevos descubrimientos que ha dejado el anterior. En 1902 se constituye en Berlín la Conferencia Internacional de Tuberculosis, en la que se propone como símbolo la cruz de Lorena. Durante las primeras décadas se producen algunos avances en el tratamiento quirúrgico de pacientes con tuberculosis (ligadura de hilio pulmonar, neumonectomías, ...), y proliferan en Europa las campañas sanitarias orientadas al control de la propagación de la enfermedad. En 1921 Albert Calmette y Camille Guérin producen la vacuna contra la tuberculosis (BCG), empleando una variante atenuada del Mycobacterium bovis.
En 1944, en plena Guerra Mundial, Albert Schatz y Selman Waksman descubren a partir de un pequeño hongo capaz de inhibir el crecimiento del Mycobacterium denominado Streptomyces griseus la estreptomicina (por lo que este último recibirá el premio Nobel de Medicina), con una eficacia limitada, pero superior a los tratamientos dietéticos y balneoterápicos empleados hasta ese momento. Este hito se considera el comienzo de la era moderna de la tuberculosis, aunque la verdadera revolución se produce algunos años después, en 1952, con el desarrollo de la isoniacida (hidracina del ácido isonicotínico), el primero de los antibióticos específicos que conseguirán convertir a la TB en una enfermedad curable en la mayoría de los casos. La aparición de la rifampicina en la década de los sesenta acortó notablemente los tiempos de curación, lo que hizo disminuir el número de casos nuevos de manera importante hasta la década de los ochenta.

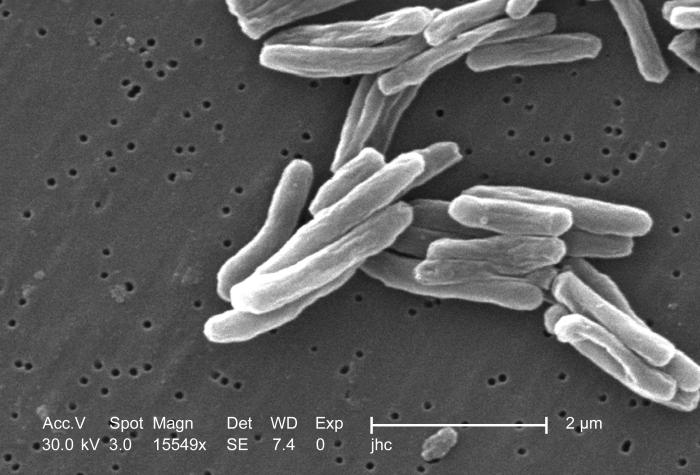
Mycobacterium tuberculosis ampliado a 15549x.

En 1981 hace su aparición otra enfermedad: el síndrome de inmunodeficiencia adquirida, cuya principal característica es debilitar el sistema inmunitario de los sujetos infectados por el virus VIH. Pronto alcanza la categoría de pandemia, lo que resulta un terreno abonado para el rebrote de enfermedades que se creían en retroceso como la tuberculosis. Este hecho, una intensificación de las migraciones masivas Sur-Norte y unas condiciones mantenidas (e incluso agravadas) de pobreza en muchos países subdesarrollados (principalmente en Asia y África) fueron abonando el terreno para que en 1993 la Organización Mundial de la Salud declara a la tuberculosis "urgencia mundial".
Por otra parte el tratamiento actual para la tuberculosis consiste en una combinación de varios antibióticos específicos (isoniacida, rifampicina, pirazinamida, etambutol, ...) durante un período que no suele ser inferior a seis meses. Esto ha determinado (por motivos culturales, sociales, económicos...) que la adherencia y el cumplimiento del tratamiento haya sido incompleto o parcial en muchos casos provocando la aparición de numerosas cepas de Mycobacterium resistentes a los antibióticos.
En 1985 la OMS comienza una campaña masiva de vacunación para inmunizar a cada niño en el mundo contra tos ferina, tétanos, poliomielitis, tuberculosis, sarampión y difteria.
En 1998 se publica en la revista Nature el genoma completo de Mycobacterium tuberculosis, concretamente de la cepa de laboratorio H37Rv.

## ElsigloXXI
Tras la erradicación de la viruela y prácticamente la de la poliomielitis en el siglo XX, la Organización Mundial de la Salud se ha planteado como objetivo para el siglo XXI la erradicación de la tuberculosis, al ser una enfermedad que cuenta con las características necesarias para ello: existe un tratamiento de razonable eficacia y una vacuna barata capaz de cortar la cadena de transmisión. Sin embargo, dos factores han recortado los planes para la consecución de este objetivo: por un lado el aumento de casos desde la década de los noventa (hasta volver a ser considerada una pandemia mundial) y la aparición de 2 cepas muy resistentes a todos los fármacos empleados hasta el momento: la MDR-TB (Multi-Drug-Resistance) y la XDR-TB(Extensively Drug Resistance) detectada por primera vez a comienzos de 2006. 
Los datos recogidos por la OMS y por los CDC (los Centros para el Control y Prevención de Enfermedades de EE. UU.) durante el año 2006 la sitúan en todas las regiones, aunque la mayor incidencia se ha detectado en las antiguas repúblicas de la Unión Soviética y en Asia, siendo de especial gravedad su presencia en África, donde la alta incidencia de sida agrava la situación. En 2007 se contabilizan unos nueve millones de casos de tuberculosis en el mundo y la OMS estima que el 2 % de ellos (unos 180 000) presentan esta nueva cepa.
En octubre de 2007 un equipo de científicos sudafricanos secuencia por primera vez el genoma de la cepa XDR, como primer paso para la elaboración de nuevos tratamientos específicos y eficaces.
En el 2023 hubo un brote de tuberculosis en Castilla y León, España, debido a las políticas de Vox que decidió flexibilizar los controles sanitarios.

## La tuberculosis en la cultura
Dada su extensión la tuberculosis afectó a numerosas figuras del mundo de la cultura, por lo que se acabó convirtiendo en un tópico o subgénero recurrente en el arte, principalmente en la literatura, la pintura y el cine, durante el siglo largo que duró el período de mayor extensión y mortalidad de la enfermedad. 

### Ópera y teatro
Violetta Valéry, protagonista de La Traviata (Verdi), padece tuberculosis. Este personaje, como el de Margarita Gautier, están inspirados en una cortesana parisina de mediados del siglo XIX. También Mimì, la heroína de la ópera de Puccini La bohème muere aquejada de tisis.
Pero el episodio más rocambolesco lo protagoniza el dramaturgo francés Jean-Baptiste Poquelin (Molière): enfermo de tuberculosis muere tras sufrir en el escenario una hemoptisis masiva, mientras representa una de sus obras ("El enfermo imaginario", basada en su propia experiencia vital) en un retruécano biográfico digno de su genio. Tras su fallecimiento se extiende la superstición entre el gremio de actores de que salir a escena vestido de amarillo (como lo estaba Molière) trae mala suerte.

### Literatura

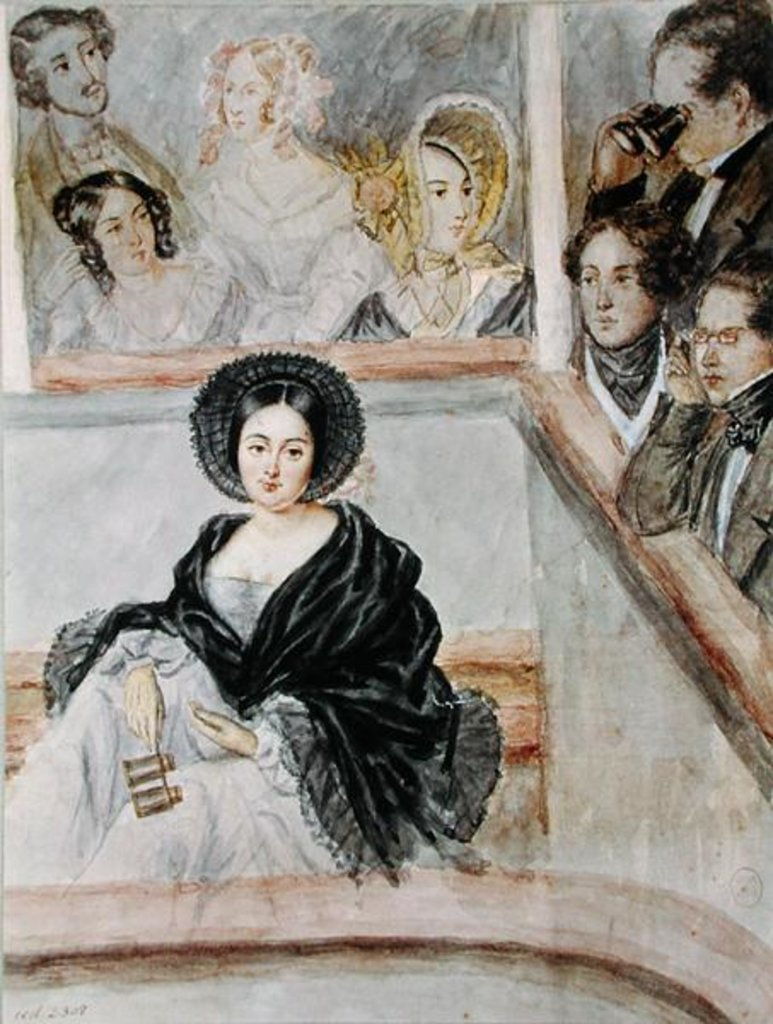
Alphonsine Plessis, pintada por Camille Roqueplan. Phototheque des musées de la ville de Paris.

Margarita Gautier, en La dama de las camelias, de Alejandro Dumas hijo, es el prototipo de languidez femenina atribuida a la tisis. Este personaje, así como Violetta de La Traviata, están inspirados en Marie Duplessis (de nombre real Alphonsine Plessis), amante de Dumas y enferma de tuberculosis. Su tumba se halla en el Cementerio de Montmartre, en París.
La novela de los siglos XIX y XX brinda numerosos ejemplos de la influencia de la tuberculosis en el pensamiento cultural: La montaña mágica, de Thomas Mann, es una extensa novela que relata las vivencias de un paciente ingresado en un sanatorio para tuberculosos. Axel Munthe, escritor sueco que padece la enfermedad escribe La historia de San Michele (1929), una autobiografía en la que relata su vivencia de la enfermedad y sus estancias en la isla de Capri por motivos de salud.
En el cuento La verdad sobre el caso del señor Valdemar de Edgar Allan Poe. Se relata la historia de un paciente terminal con tuberculosis que es hipnotizado en el instante previo a su muerte.
En la literatura rusa del siglo XIX pueden encontrarse numerosos ejemplos de personajes de novela con tuberculosis, aunque el autor más recurrente en este aspecto es Fiódor Dostoyevski: Katerina Ivanovna en Crimen y castigo, Kirillov en Los endemoniados, o Ippolit y Marie en El idiota padecen esta enfermedad.
En la novela de John le Carré El jardinero fiel, así como en la película homónima de Fernando Meirelles, se desarrolla una trama alrededor de las pruebas para un fármaco antituberculoso realizadas por una multinacional farmacéutica en África y desarrolla el tema de una posible pandemia  mundial de tuberculosis debida a la aparición de cepas muy resistentes a los tratamientos antibióticos conocidos hasta el momento.
En la novela de Taylor Caldwell, Médico de cuerpos y almas, menciona a dos personajes que contraen la enfermedad (Rubria, que muere y Cretico, que es curado milagrosamente).
Camilo José Cela describe en su segunda novela, Pabellón de reposo (1943), sus vivencias durante el tiempo que vivió en un sanatorio para tuberculosos.
En la novela Los Miserables de Victor Hugo, Fantine muere de tuberculosis debido a las condiciones en las que se vio obligada a prostituirse.

### Pintura
Sandro Botticelli retrata en pleno Renacimiento italiano el ideal de mujer pálida, lánguida, casi etérea que abanderará siglos después el movimiento romántico. En varios de sus cuadros reproduce póstumamente los rasgos de una dama florentina de admirada belleza, Simonetta Vespucci, aquejada de tuberculosis: (La primavera, El nacimiento de Venus). 
María del Pilar Teresa Cayetana de Silva y Álvarez de Toledo, la Duquesa de Alba supuestamente retratada por Goya en La maja desnuda padecía en el año 1796 de tuberculosis y dengue, por lo que no parece probable que se trate del modelo de dicho cuadro. Antoine Watteau, pintor francés del siglo XVIII, murió de tuberculosis. Una de sus últimas obras fue vendida en vida del autor para pagarse un tratamiento, aunque el esfuerzo sería inútil.
Existe un cuadro que representa a la perfección la relación entre el arte y la tuberculosis: Baroness Burdett-Coutts' garden party at Holly Lodge, Highgate es un óleo realizado en el año 1882. Este cuadro fue pintado por tres artistas, Alfred Preston Tilt, Archibald Preston Tilt y Arthur Preston Tilt. Estos tres hermanos fallecerían todos por esta enfermedad poco tiempo después de finalizar esta obra. Pero lo más llamativo es que el cuadro representa un aperitivo de jardín organizado con motivo del Congreso Médico Internacional de Highgate de 1881, al que asistirían varios de los médicos que colaboraron en la identificación del bacilo de la tuberculosis.
Los pintores venezolanos contemporáneos Cristóbal Rojas y Arturo Michelena, ambos fallecidos a causa de la tuberculosis, reflejaron en varias de sus obras una perspectiva social y realista de la enfermedad.
Edvard Munch, pintor noruego, icono de un tipo de arte cargado de angustia existencial, perdió, siendo aún muy niño, a su madre y a una hermana aquejadas de tuberculosis. Esta experiencia parece estar en el origen de su obra (El grito, Retrato de Sophie, ...)
| La tuberculosis en la pintura | La tuberculosis en la pintura                            | La tuberculosis en la pintura |
| --- | -------------------------------------------------------- | --- |
| |                                                          | |
| La primavera, de Sandro Botticelli. Los rasgos de la amante del pintor, Simonetta Vespucci (Una de las tres gracias, figura de la izquierda), de rostro pálido y aspecto febril, propios de la tuberculosis que ésta padecía, acabarán convirtiéndose en el paradigma de la belleza romántica. | La primera y última comunión, de Cristóbal Rojas (1888). | A l'Enseigne de Gersaint, de Antoine Watteau, una de las últimas obras del pintor, realizada durante un viaje a Londres con objeto de pagarse el tratamiento para la enfermedad que acabaría con su vida. |

### Cine
- La dama de las camelias, George Cukor (1937), adaptación de la novela de Alejandro Dumas, hijo.
- Robert Koch, El Vencedor De La Muerte (Robert Koch, der bekampfer des todes), 1940, Hans Steinhoff. Versión propagandística a favor del III Reich de la vida del descubridor del Mycobacterium.
- La bala mágica del doctor Ehrlich (Dr. Ehrlich´s Magic Bullet), 1940, William Dieterle. Esta cinta biográfica relata la vida del doctor Paul Ehrlich, colaborador de Robert Koch.
- Duelo de titanes (Gunfight at the O.K. Corral), 1957, John Sturges. Wyatt Earp, interpretado por Burt Lancaster, salva de un linchamiento a Doc Holliday (Kirk Douglas), alcohólico y tuberculoso.
- Midnight Cowboy (Midnight Cowboy), 1969, John Schlesinger. El personaje que interpreta Jon Voight es un vaquero-gigoló que se hace amigo de Ratso Rizzo, personaje "sin techo" interpretado por Dustin Hoffman, y que padece tuberculosis cuyo sueño es viajar al sur, a Florida, con un clima cálido que parece más propicio para su dolencia.
- La Traviata (La traviata) (1982), Franco Zeffirelli. Revisitación cinematográfica de la ópera de Verdi.
- Criaturas celestiales (Heavenly Creatures), 1994, Peter Jackson. Juliet Hulme tiene tuberculosis, y el temor a ser rechazada por ello desempeña un papel fundamental en el desarrollo de la trama.
- Moulin Rouge, Baz Luhrmann (2001). La coprotagonista Satine (Nicole Kidman) padece tuberculosis.
- La película de animación Kaze Tachinu (conocida en España como El viento se levanta y en Hispanoamérica como Se levanta el viento) estrenada el año 2013, del director Hayao Miyazaki, muestra una historia libre basada en la vida Jirō Horikoshi, el creador del avión Zero, donde la esposa del protagonista, Naoko Satomi padece de tuberculosis.

| Un gran número de celebridades padecieron y fallecieron de tuberculosis. | Un gran número de celebridades padecieron y fallecieron de tuberculosis. | Un gran número de celebridades padecieron y fallecieron de tuberculosis. | Un gran número de celebridades padecieron y fallecieron de tuberculosis. | Un gran número de celebridades padecieron y fallecieron de tuberculosis. |
| ------------------------------------------------------------------------ | ------------------------------------------------------------------------ | ------------------------------------------------------------------------ | ------------------------------------------------------------------------ | ------------------------------------------------------------------------ |
|                                                                          |                                                                          |                                                                          |                                                                          |                                                                          |
| Antón Chéjov                                                             | Franz Kafka                                                              | Frédéric Chopin                                                          | Molière                                                                  | John Keats                                                               |

### Videojuegos
En el videojuego de Rockstar Games Red Dead Redemption 2 se muestra que en la época en la que transcurre la historia la tuberculosis era una enfermedad que afectaba a gran parte del viejo oeste y era considerada una enfermedad sin cura.
Incluso el protagonista Arthur Morgan, en una parte de la historia es contagiado de esta enfermedad y un doctor le menciona que es una enfermedad degenerativa sin cura. Algo realista, considerando que en esa época (1899) el tratamiento contra la tuberculosis aún no era descubierto.

### En la cultura iberoamericana
La cultura hispanoamericana contiene también obras artísticas relacionadas con la tubérculosis. En el tango, particularmente, la tuberculosis es un tema recurrente, casi siempre relacionado con la pobreza y las malas condiciones de trabajo de las mujeres jóvenes. Algunos de esos tangos son "El bacilo" de Alberico Spátola, "TBC" de Edgardo Donato, "Griseta", "Margarita Gauthier", "Tu pálido final", "Ya sale el tren", "Medianoche", "¿Porqué no has venido?", "Como abrazado a un rencor", "La número cinco", etc.
 Demostrativo resulta el tango "Caminito del taller", de Cátulo Castillo, cantado por Carlos Gardel que dice:

¡Pobre costurerita! Ayer cuando pasaste

envuelta en una racha de tos seca y tenaz

como una hoja al viento la impresión me dejaste

de que aquella tu marcha no se acababa más.

Caminito al conchabo, caminito a la muerte

bajo el fardo de ropas que llevas a coser

quién sabe si otro día, como este podré verte

pobre costurerita, camino del taller.

En la literatura también se encuentran obras centradas en el tema de la tuberculosis como Boquitas pintadas del argentino Manuel Puig (también llevada al cine), Los adioses del uruguayo Juan Carlos Onetti, María Luisa del mexicano Mariano Azuela, Cabocla (La Mestiza) del brasileño Ribeiro Couto (convertida en una popular telenovela), el poema Pneumotórax del también brasileño Manuel Bandeira, etc.